# 포레나 광교
포레나 광교(영어: FORENA Gwanggyo)는 대한민국 경기도 수원시 영통구 광교동에 위치한 오피스텔 단지이다. 총 3개동으로 구성되어 있다. 최고 높이는 102동 기준으로는 지상 47층이다. 총 세대수는 759실이다. 2017년에 착공하였고 완공을 앞두고 광교 컨벤션 꿈에그린에서 포레나 광교로 명칭을 변경했다. 2020년에 완공 후 개장하였다. 주변에는 경기도청 신청사, 수원컨변센센터, 코트야드 바이 메리어트 수원 등이 있다.

## 역사
2017년 1월 한화건설은 3월 주거형 오피스텔 760실을 분양한다. 3월 한화건설은 4월 중 광교신도시에 광교 컨벤션 꿈에그린을 분양한다고 한다. 4월에 분양이 완료되었고 착공하였다. 공사는 광교컨벤션 꿈에그린 신축공사다. 2019년 광교 컨벤션 꿈에그린에서 포레나 광교로 변경하고 2020년에 완공한 후 개장하였다. 완공 당시 경기도에서 가장 높은 오피스텔이 되었다. 수원시에서 가장 높은 오피스텔이 되었다.

## 구성
포레나 광교의 구성이다.
| 동 명칭 | 층수 | 높이 |
| ------- | ---- | ---- |
| 101동   | 45층 | 162m |
| 102동   | 47층 | 170m |
| 103동   | 42층 | 153m |

## 높이
최고 높이는 102동 기준으로는 170.30m이다. 완공 당시 경기도에서 가장 높은 오피스텔이 되었다. 2022년까지만 해도 경기도에서 가장 높은 오피스텔이었다. 현재 수원시에서 가장 높은 오피스텔이다. 2020년에 완공된 경기도 수원시 광교신도시에 지어진 170m 이상의 오피스텔이다.

## 특징
광교호수공원 인근에 위치한 오피스텔이다. 오피스텔, 문화, 상업 3박자를 갖춘 오피스텔이다. 특화설계가 잘 되어있고 조망이 가능하다. 광교호수공원 등을 볼 수 있다. 출입구, 부대시설 출입구, 상가출입구, 주출입구, 차량 주출입구가 있다. 주차장 제한높이는 2.3m이다. 주차대수는 846대 (세대당 1.11대)다.

## 내부 시설

### 101동
| 층수                | 용도                                                            |
| ------------------- | --------------------------------------------------------------- |
| 28층 ~ 45층         | 오피스텔                                                        |
| 27층                | -                                                               |
| 2층 ~ 26층          | 오피스텔, 부대복리시설(2층), 주민공동시설(2층), 키즈라운지(2층) |
| 1층                 | 부대복리시설                                                    |
| 지하 1층            | 주민공동시설                                                    |
| 지하 5층 ~ 지하 2층 | 지하주차장, 주민공동시설(지하 1층)                              |

### 102동
| 층수                | 용도                                                            |
| ------------------- | --------------------------------------------------------------- |
| 28층 ~ 47층         | 오피스텔                                                        |
| 27층                | -                                                               |
| 2층 ~ 26층          | 오피스텔, 부대복리시설(2층), 주민공동시설(2층), 키즈라운지(2층) |
| 1층                 | 부대복리시설                                                    |
| 지하 1층            | 주민공동시설                                                    |
| 지하 5층 ~ 지하 2층 | 지하주차장, 주민공동시설(지하 1층)                              |

### 103동
| 층수                | 용도                                                            |
| ------------------- | --------------------------------------------------------------- |
| 26층 ~ 42층         | 오피스텔                                                        |
| 25층                | -                                                               |
| 2층 ~ 24층          | 오피스텔, 부대복리시설(2층), 주민공동시설(2층), 키즈라운지(2층) |
| 1층                 | 부대복리시설                                                    |
| 지하 1층            | 주민공동시설                                                    |
| 지하 5층 ~ 지하 2층 | 지하주차장, 주민공동시설(지하 1층)                              |

## 같이 보기
- 대한민국의 마천루 목록
- 경기도의 마천루 목록
- 수원시의 마천루 목록